# Приз Європи
Приз Європи (фр. Prix de l'Europe) — це відзнака, заснована в 1955 році Парламентською асамблеєю Ради Європи у Страсбурзі. Її присуджують щорічно одному або декільком муніципалітетам, які доклали значних зусиль для поширення ідеалу європейської єдності.
Кожне місто чи муніципалітет, які прагнуть отримати Премію Європи, мають послідовно брати участь в конкурсах на наступні нагороди:
1. Європейський Диплом
2. Почесний Прапор
3. Почесна Відзнака
4. Премія Європи.
Нагорода допомагає містам і муніципалітетам стати помітнішими на європейській арені та налагодити зв’язки з іншими муніципалітетами. Переможці також отримують чек на 20000 євро, що дає можливість багатьом молодим людям відвідати європейські інституції у Страсбурзі.
Щороку в березні або квітні підкомітет Призу Європи, що складається з членів Парламентської Асамблеї Ради Європи, визначає свій вибір і подає його на затвердження Комітету з питань соціальних, та культурних питань. здоров'я та іншого розвитку Парламентської Асамблеї. З січня 2014 року саме німецький політик Аксель Фішер є президентом підкомітету Призу Європи.
Також існує Асоціація міст-переможців Призу Європи. Заснована в 1984 році, вона складається з міст-лауреатів Призу Європи, організує зустрічі щонайменше двічі на рік. Очолювана одним із лауреатів Призу, вона формує платформу для дискусій, дебатів та обміну досвідом для муніципалітетів та охоплює широке коло питань: молодь, освіта, мігранти, соціальні права, громадський транспорт, зміна клімату, відновлювальні джерела енергії тощо.

### Міста— лауреати Призу Європи з 1955 року[3]
| Рік  | Місто                        | Країна                  |
| ---- | ---------------------------- | ----------------------- |
| 1955 | Ковентрі                     | Велика Британія         |
| 1956 | Пюто Оффенбах-на-Майні       | Франція Німеччина       |
| 1957 | Бордо Турин                  | Франція Італія          |
| 1958 | Відень Гаага                 | Австрія Нідерланди      |
| 1959 | Стамбул                      | Туреччина               |
| 1960 | Брюгге Орхус                 | Бельгія Данія           |
| 1961 | Родос Шварценбек             | Греція Німеччина        |
| 1962 | Палермо                      | Італія                  |
| 1963 | Обена                        | Франція                 |
| 1964 | Інсбрук                      | Австрія                 |
| 1965 | Тюбінген                     | Німеччина               |
| 1966 | Крістіансанн                 | Норвегія                |
| 1967 | Страсбург                    | Франція                 |
| 1968 | Фаенца                       | Італія                  |
| 1969 | Карлсруе Нансі               | Німеччина Франція       |
| 1970 | Сьєр                         | Швейцарія               |
| 1971 | Удіне                        | Італія                  |
| 1972 | Зелзате                      | Бельгія                 |
| 1973 | Вюрцбург                     | Німеччина               |
| 1974 | Чезенатіко Макон             | Італія Франція          |
| 1975 | Дармштадт                    | Німеччина               |
| 1976 | Девон                        | Велика Британія         |
| 1977 | Авіньйон                     | Франція                 |
| 1978 | Тюбіз                        | Бельгія                 |
| 1979 | Ґрац                         | Австрія                 |
| 1980 | Пассау                       | Німеччина               |
| 1981 | Браунфельс                   | Німеччина               |
| 1982 | Брен-л'Алле                  | Бельгія                 |
| 1983 | Лозанна                      | Швейцарія               |
| 1984 | Роял-Лемингтон-Спа           | Велика Британія         |
| 1985 | Сантьяго-де-Компостела       | Іспанія                 |
| 1986 | Клагенфурт-ам-Вертерзе Арнем | Австрія Нідерланди      |
| 1987 | Нойкельн                     | Німеччина               |
| 1988 | Ольборг                      | Данія                   |
| 1989 | Лукка                        | Італія                  |
| 1990 | Плугерно                     | Франція                 |
| 1991 | Бурса                        | Туреччина               |
| 1992 | Делфзейл                     | Нідерланди              |
| 1993 | Бохольт Мюльгайм-на-Рурі     | Німеччина               |
| 1994 | Лінц                         | Австрія                 |
| 1995 | Болонья                      | Італія                  |
| 1996 | Вансбек                      | Велика Британія         |
| 1997 | Регенсбург                   | Німеччина               |
| 1998 | Ченстохова                   | Польща                  |
| 1999 | Шпаєр                        | Німеччина               |
| 2000 | Кокермут Марвежоль           | Велика Британія Франція |
| 2001 | Санкт-Пельтен                | Австрія                 |
| 2002 | Гдиня                        | Польща                  |
| 2003 | Клайпеда                     | Литва                   |
| 2004 | Ауденарде                    | Бельгія                 |
| 2005 | Калінінград                  | Росія                   |
| 2006 | Сегед                        | Угорщина                |
| 2007 | Нюрнберг                     | Німеччина               |
| 2008 | Катовиці                     | Польща                  |
| 2009 | Анкара                       | Туреччина               |
| 2010 | Харків                       | Україна                 |
| 2011 | Гюнфельд Ландерно            | Німеччина Франція       |
| 2012 | Корчіано Сігішоара           | Італія Румунія          |
| 2013 | Альтеттінг Тата              | Німеччина Угорщина      |
| 2014 | Слупськ                      | Польща                  |
| 2015 | Дрезден Вара                 | Німеччина Швеція        |
| 2016 | Жирона                       | Іспанія                 |
| 2017 | Люблін                       | Польща                  |
| 2018 | Івано-Франківськ             | Україна                 |
| 2019 | Сан-Себастьян                | Іспанія                 |
| 2020 | Амії                         | Франція                 |
| 2021 | Хмельницький                 | Україна                 |
| 2022 | Ізмір                        | Туреччина               |
| 2023 | Болеславець[джерело?]        | Польща                  |